# La Palmera (San Carlos)
La Palmera es un distrito del cantón de San Carlos, en la provincia de Alajuela, de Costa Rica.

## Historia
La Palmera fue creado el 5 de febrero de 1952 por medio de Decreto Ejecutivo 15.

## Ubicación
Está ubicado en la región septentrional del país y limita con 4 distritos; Cutris al norte, Aguas Zarcas al Este, Florencia y Quesada al oeste. Mientras que al sur colinda con el cantón de Sarchí.
Su cabecera, el pueblo de La Palmera, está ubicada a 19.4 km (54 minutos) al NE de Ciudad Quesada y 106 km (3 horas 4 minutos) al NO de San José la capital de la nación.

## Geografía
La Palmera cuenta con un área de 100,36 km² y una altitud media de 350 m s. n. m.

## Demografía
Para el año 2022, La Palmera cuenta con una población estimada de 11 929 habitantes, y para el último censo efectuado, en 2011, La Palmera contaba con una población de 6321 habitantes.

## Localidades
- Cabecera: La Palmera
- Poblados: Altura, Calle Damas, Corea (Concepción), Corte, Loma, Lourdes, Marina, Marinita, San Rafael, San Rafael Sur, Santa Rosa, Surtubal, Unión, Vacablanca (San Francisco), Villa María.

## Economía
La principal actividad de este lugar es la ganadería, y en menos proporción el cultivo de cítricos, caña de azúcar, raíces y tubérculos. Se da también la explotación de carbonato de calcio. 
También se ofrecen servicios turísticos en las instalaciones del zoológico La Marina y las aguas termales (comparte fuentes con Aguas Zarcas) donde se aprecia el verdor de la naturaleza que caracteriza el lugar.
La Palmera tiene un proyecto socioproductivo administrado por la Asociación de Desarrollo Integral, el cual es una Planta de Carbonato de Calcio que promociona su producto para balancear el PH del suelo y así ayudar a los cultivos. La cabecera cuenta con servicios de salud, educativos, restaurantes y locales de abarrotes.

## Transporte

### Carreteras
Al distrito lo atraviesan las siguientes rutas nacionales de carretera:
- Ruta nacional 4
- Ruta nacional 140
- Ruta nacional 747
- Ruta nacional 748